# Vicariato apostolico in temporalibus
Il vicariato apostolico in temporalibus fu l'istituto giuridico col quale il pontefice, a partire dal XIV secolo, legittimò le signorie sorte in maniera autoritaria nello Stato della Chiesa. 
La carica di vicario in temporalibus fu concessa al signore locale, che prestò giuramento di obbedienza al pontefice. Il papa sovrano si sostituì al Comune che sino ad allora aveva riconosciuto o concesso la signoria di fatto attraverso la concessione di poteri straordinari (per ampiezza e durata) nell'ambito delle magistrature comunali: podesteria o capitanato. Tale istituto fu utilizzato fino al XVII secolo inoltrato.

## Storia
Il nobile locale, che nei secoli XII e XIII si era impadronito con la forza del potere cittadino, e come tale era stato combattuto dal papa con le armi della guerra e delle condanne spirituali (scomunica e interdetto), divenne vicario generale del papa per le cose temporali in virtù di un radicale cambiamento di politica da parte della Sede Apostolica.
Questo mutamento avvenne principalmente ad opera del cardinale Egidio Albornoz, al fine di rendere governabile il composito dominio della Chiesa innanzitutto nella Provincia Romandiolæ, nelle Marche e in Tuscia.

### Origine e evoluzione
Il modello cui si ispirò la Santa Sede fu quello del vicariato imperiale concesso in maniera generalizzata a partire dal 1311: Visconti su Milano, ai Bonacolsi su Mantova, agli Scaligeri su Verona e poi Vicenza, ai Caminesi su Treviso. Il papa stesso si premurò di usare questo strumento nei domini imperiali nell'Italia settentrionale durante la lunga vacatio imperii (1313-1346) in qualità di detentore dei diritti imperiali (Parma 1322, Reggio Emilia 1326, Modena 1327, Lodi 1330 e Milano 1341).
Nonostante l'uso di questo strumento nelle terre imperiali, il papa rifiutò categoricamente di adottarlo per i suoi domini. La prima isolata concessione del vicariato nelle terre papali avvenne a favore degli Este su Ferrara (nel 1329, poi sospesa e riattivata nel 1344), ma si trattò solo della risposta all'analoga concessione imperiale di Ludovico il Bavaro.
Dopo gli Estensi fu la volta degli Alidosi (1336), cui venne concesso il vicariato su Imola al fine di allontanarli dall'alleanza ghibellina che aveva sollevato la Romagna; quindi toccò ai Visconti per Bologna, nel 1352.

### XIV secolo
Egidio Albornoz, nominato legato pontificio per tutta l'Italia da Innocenzo VI nel 1352, trasformò i vicariati da concessioni temporanee a sistema di governo. Egli mirò a creare un sistema giuridico in cui le ampie autonomie esistenti di fatto venivano riconosciute e inserite in una cornice amministrativa e giurisdizionale statale che ne doveva costituire l'elemento unificatore. Questo istituto divenne così il sistema-tipo del governo delle terre mediate subiectae, cioè quelle non direttamente governate dal papato tramite propri funzionari (rettori o legati). 
In seguito quasi tutti i signori dei domini pontifici ottennero il riconoscimento del vicariato. Un elenco non esaustivo comprende i seguenti casati: Alidosi (Imola), Manfredi (Faenza), Ordelaffi (Forlì), da Polenta (Ravenna), Malatesta (Rimini e numerosi altri luoghi), Brancaleoni (Castel Durante), Varano (Camerino), tralasciando i minori.
In alcuni casi il passaggio dallo status di tiranni a quello di vicari fu graduale: nel 1355 i Montefeltro ottennero  solo la custodia civitas per Urbino e Cagli e dovettero attendere il 1380 per vedersi riconosciuto il vicariato.
Il potere del vicario era soggetto al riconoscimento di ogni nuovo pontefice e al comportamento del vicario stesso. La forza dell'uno e la debolezza dell'altro, alternate, regolavano la concessione, il rinnovo o la revoca della carica. I Montefeltro si videro revocato il vicariato a favore di Cesare Borgia (1502-1503) ufficialmente per non aver pagato il dovuto censo annuo; ai Della Rovere il vicariato fu tolto e poi assegnato a Lorenzo de Medici (1516-1519) per l'accusa di infedeltà agli obblighi feudali-militari.

Il vicario era innanzitutto un vassallo e come tale doveva al pontefice l'ausilio e il consiglio, oltre ad un canone più o meno simbolico, da pagarsi generalmente in occasione della festività dei santi Pietro e Paolo (29 giugno).
La concessione del vicariato ad un solo esponente delle diverse casate, specialmente quando l'istituto divenne ereditario, mise fine agli antichi consorzi familiari che caratterizzarono il mondo feudale e che influenzarono sovente il primo regime signorile.
Dietro i titoli di Duca di Ferrara, di Urbino, di Camerino, nonché dietro l'appellativo di Signore, c'era il vero strumento di legittimazione e di governo: il vicariato.

### Tramonto
Papa Niccolò V (1447-1455) avviò il depotenziamento dell'istituto del vicariato in temporalibus. Il processo si concluse con Paolo III (1534-1549): la carica venne svuotata delle sue prerogative; anche il signore feudale perse la propria autonomia.

L'ultimo grande stato vicariale nei domini pontifici fu il Ducato di Urbino, devoluto alla Sede Apostolica nel 1631 per estinzione della linea maschile dei Della Rovere. Tuttavia il feudalesimo nello Stato Pontificio venne formalmente abolito solo nel 1816 dopo la parentesi napoleonica.